# ダイナソー・アイル
ダイナソー・アイル（英: Dinosaur Isle）は、南部イングランドのワイト島サンダウンに位置する恐竜博物館。ワイト島の建築家レイニー・ペトリー・ジョンスが巨大な翼竜の姿に設計した。

## 歴史
19世紀を通して、ウイリアム・フォックス（1813 - 1881年）といった数多くの化石収集家が新属新種のタイプ標本を発掘してきた。具体的にはアリストスクスやヒプシロフォドン、ポラカントゥスなどがある。
これらの化石の多くがワイト島から産出したものであったため。ワイト島哲学協会は地質学的標本の収集を開始した。1913年には標本コレクションがサンダウン無料図書館に移され、上階の一室を展示室として1923年に博物館として一般公開された。コレクションの管轄はサンダウンおよびシャンクリン都市地区協議会の下に移った後、1942年までワイト島自然協会が担当。1940年代後半から1974年まではバラの評議会が次々に名誉保管者を雇用し、この時期にヴェントナーやライドの博物館から標本が追加された。
博物館は1974年にワイト島議会の管理下に置かれ、初の一個の施設としての地質学博物館がサンダウンにオープンした。この地質学博物館を置き換える形で後にダイナソー・アイルがオープンすることとなる。
ダイナソー・アイルの新設には270万ポンドの費用がかかり、これはワイト島議会とナショナル・ロッテリー・ミレニアム・コミッションが提供した。ダイナソー・アイルは2001年8月10日に一般オープンされた。展示されているものだけで標本数は1000点を超え、収蔵点数は約3万点。標本の多くは化石であり、ワイト島の地層が相当する前期白亜紀から第四紀更新世までを反映する。特に注力されているのは前期白亜紀の恐竜、白亜紀のアンモナイト、古第三紀の軟体動物など。約250校の学校に学習サービスを提供している。教育的役割に関しては、幼児から家族、フィールド調査に向かう大学生、成人、生涯学習まで幅広く対応している。

## 展示
恐竜の実物大のレプリカや模型が数多く展示され、ポラカントゥスなど鳥盤類、エオティラヌスやネオヴェナトルといった竜盤類も展示されている。なお、ネオヴェナトル・サレリ (Neovenator salerri) は1978年に発見された恐竜で、本博物館の学芸員スティーヴ・ハットが記載した。
恐竜以外では翼竜カウルキケファルスのホロタイプ標本やワニ形上目のゴニオフォリスの標本 IWCMS 2001.446がある。

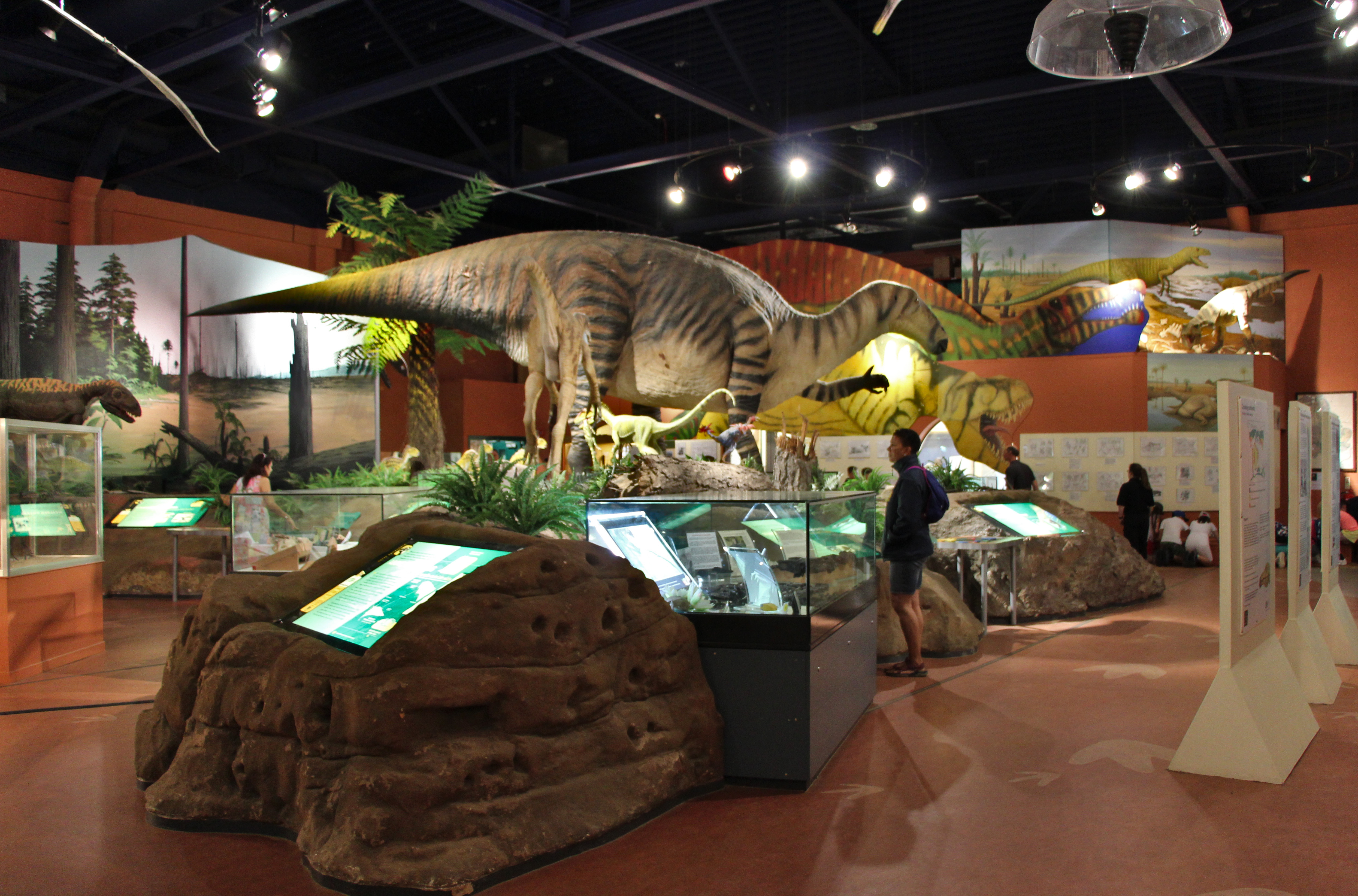
ダイナソー・ホール
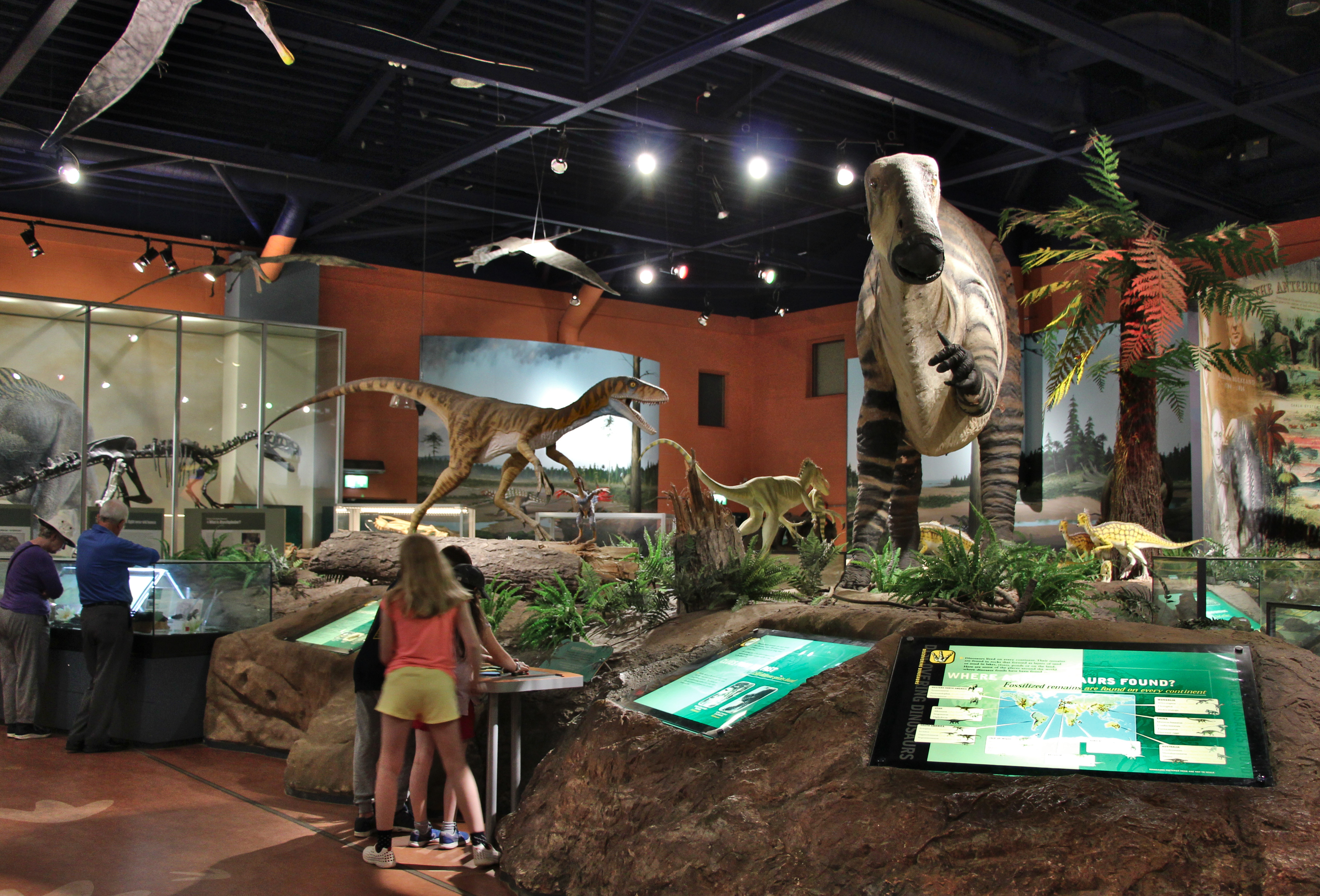
ダイナソー・ホール
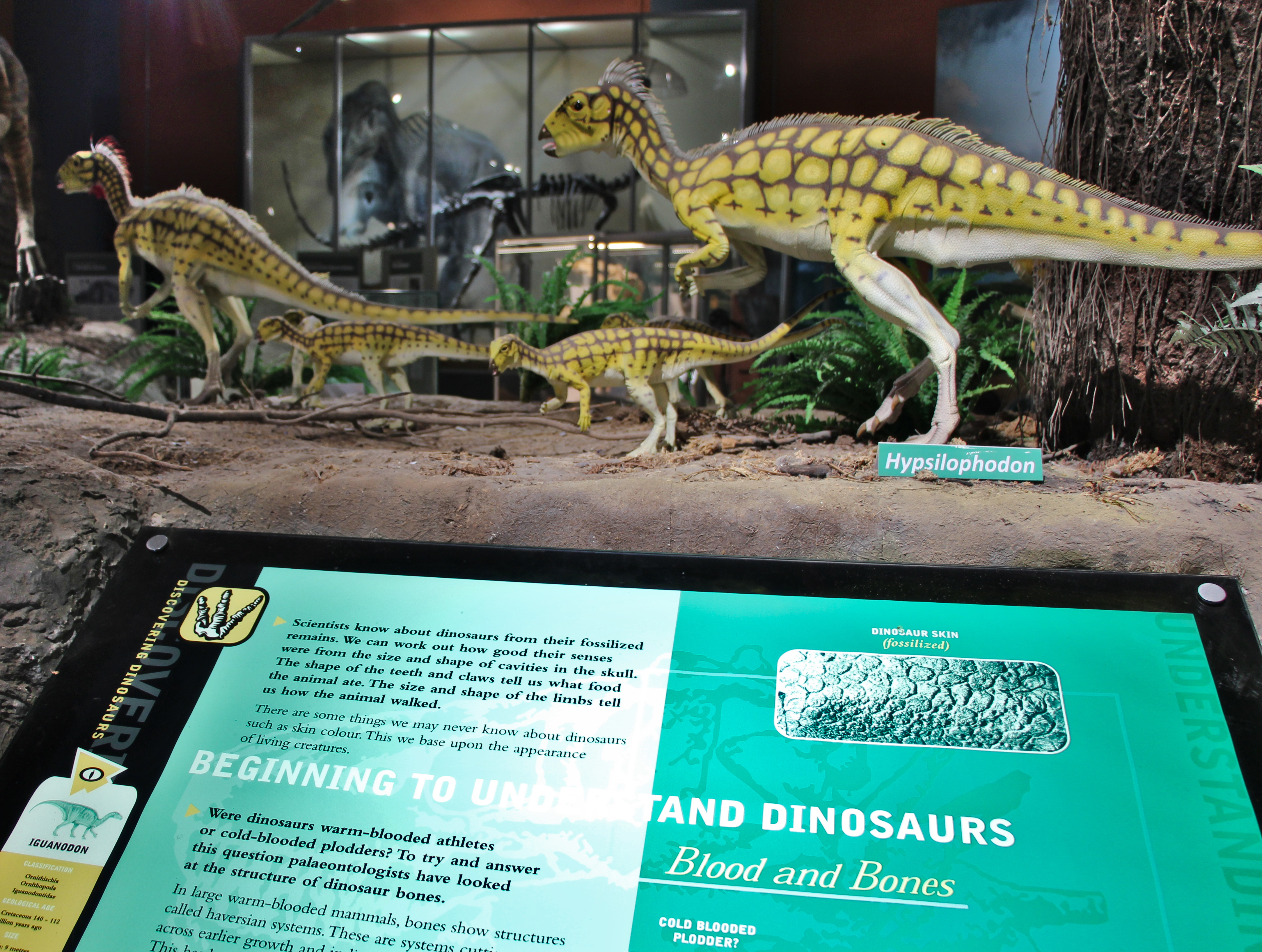
ヒプシロフォドン・フォクシーの実物大模型
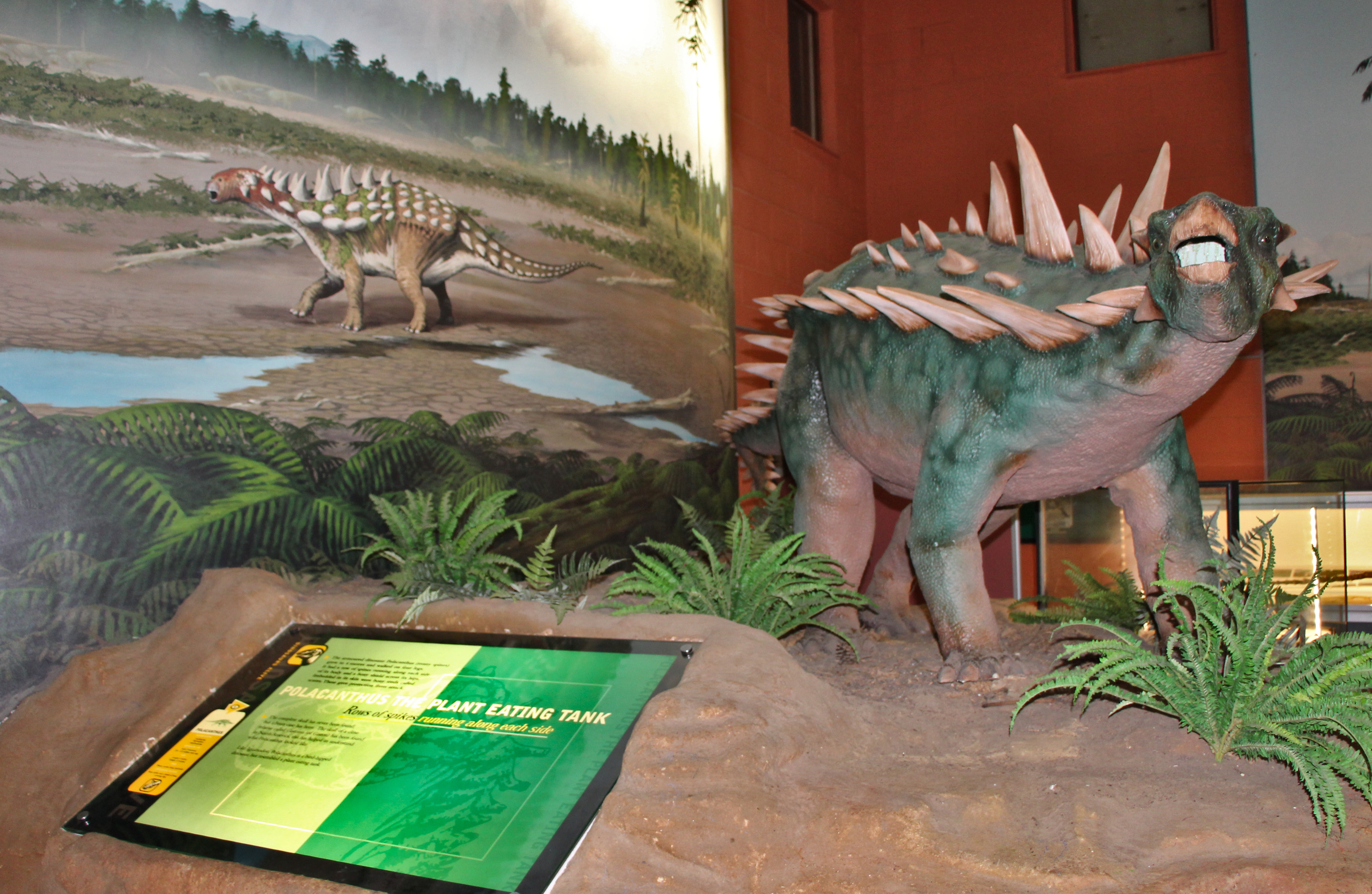
ポラカントゥス実物大模型

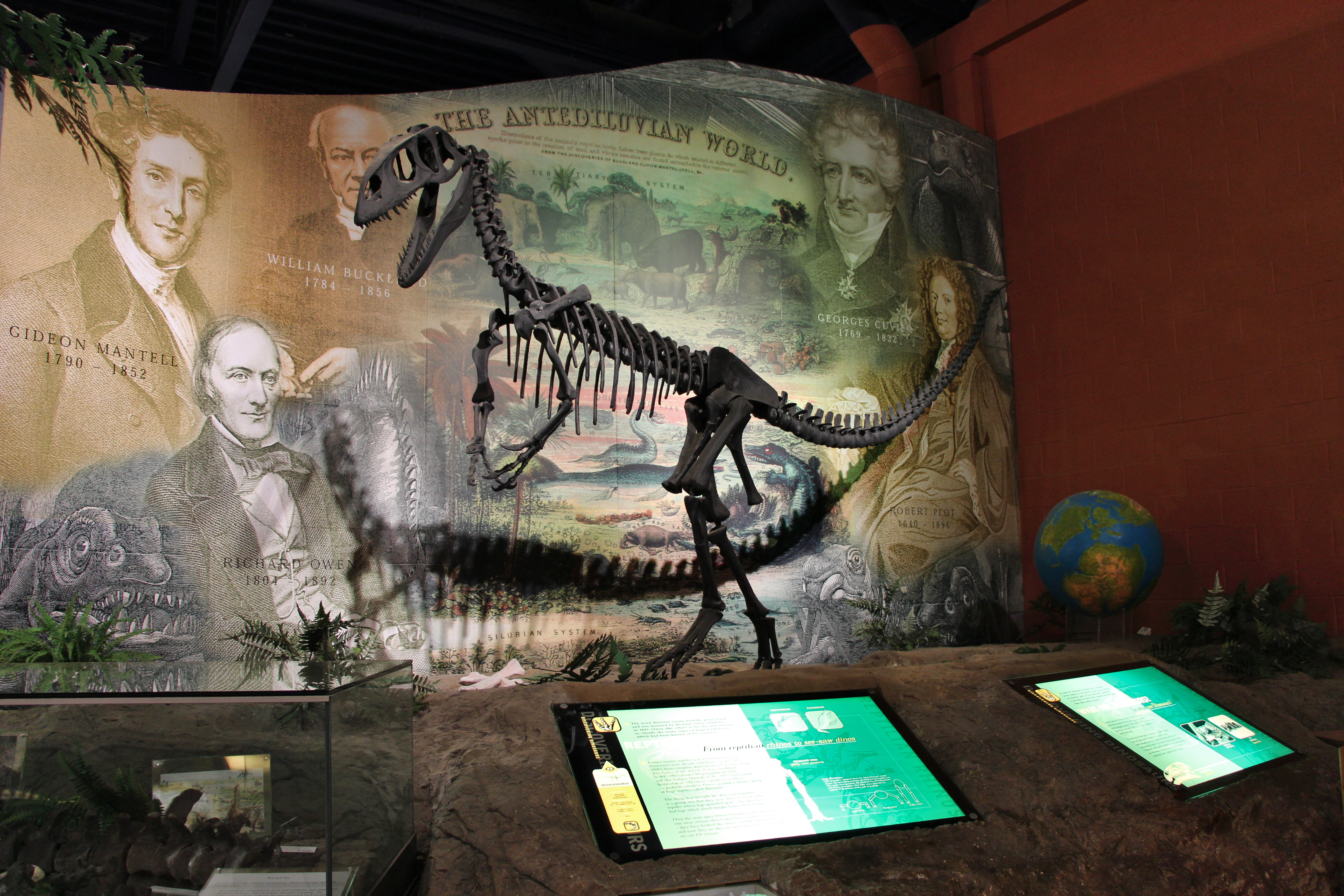
イングランド最初の恐竜の発見
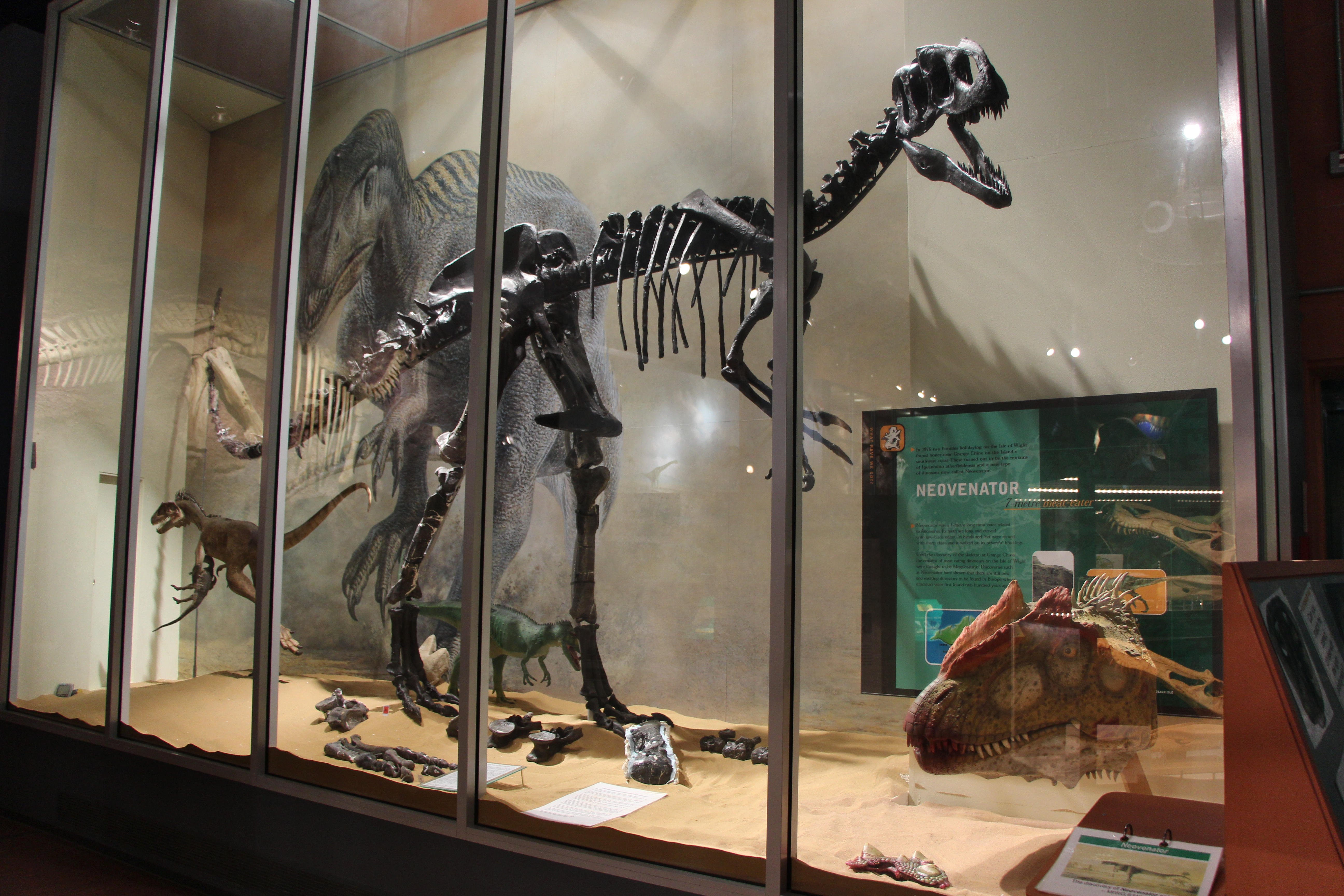
ネオヴェナトル骨格
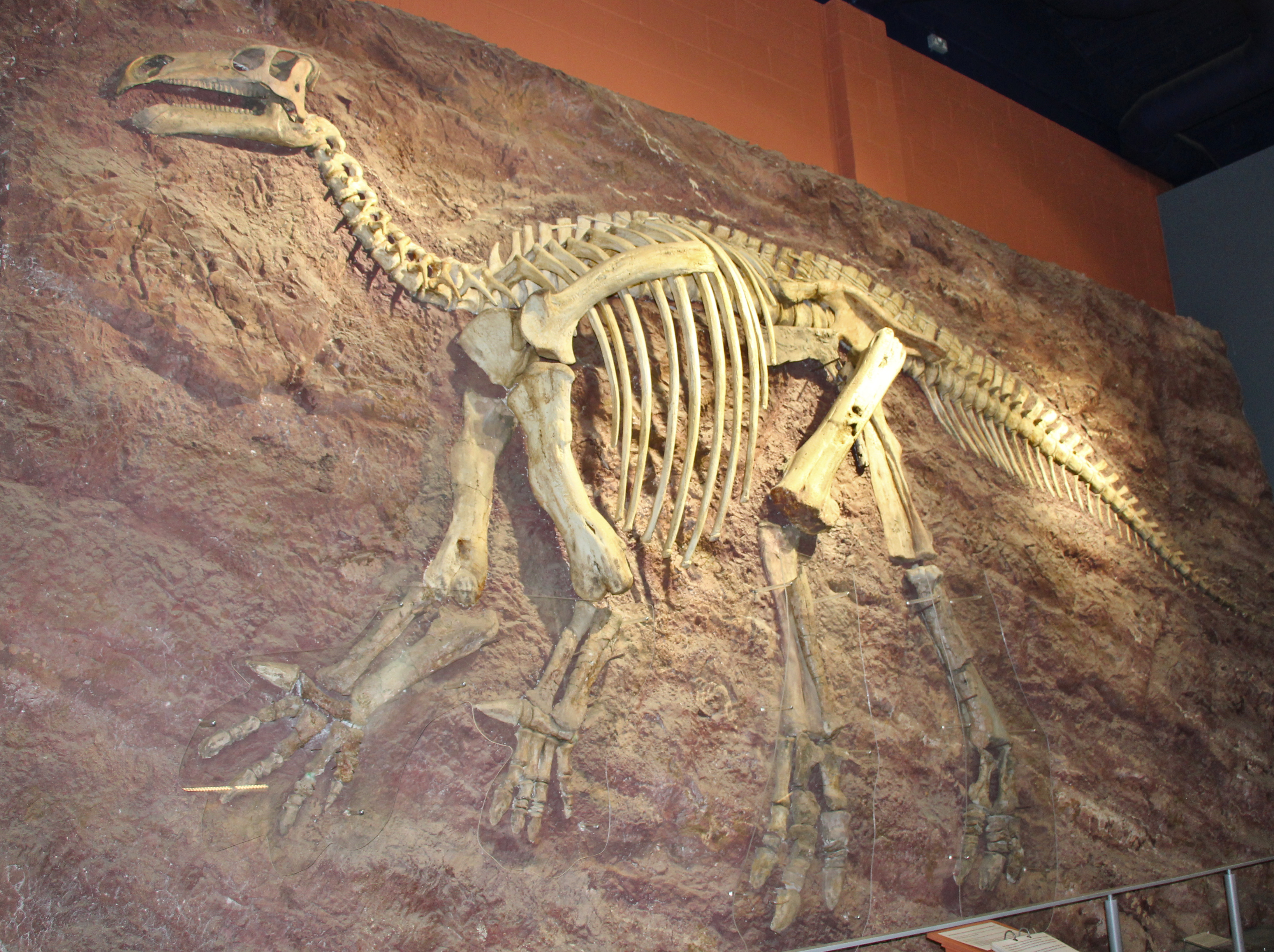
イグアノドン骨格

## 連携
ITVによる2015年のドキュメンタリーシリーズ『イギリス恐竜図鑑』ではダイナソー・アイルが登場した。ジャーナリストのエリー・ハリソンが恐竜の解説を聞いてイギリス中を渡り歩く本作では、古生物学者ダレン・ナイシュがワイト島の崖から産出したマンテリサウルスとネオヴェナトルの化石をダイナソー・アイルでエリーに見せてその重要性を語った。本作は2016年4月9日に日本でも放送された。
ダイナソー・アイルは、2018年に日本の福井県立恐竜博物館で開催された企画展『獣脚類 鳥に進化した肉食恐竜たち』では中国科学院古脊椎動物古人類学研究所などと共に特別協力に就いた。2021年には福井県立恐竜博物館と共同でエオティラヌスの頭骨を立体的に復元した。頭骨は同館の企画展『海竜 〜恐竜時代の海の猛者たち〜』にて、当時の陸上捕食動物の代表として世界初公開された。

## 基礎データ
いずれも公式サイトによる。

### 開館時間
- 4月 - 午前10時〜午後5時
- 5-7月 - 午前10時〜午後6時
- 8月 - 午前9時～午後6時
- 9-10月 - 午前10時～午後5時
- 11-3月 - 午前10時〜午後4時

### 入館料
- 子ども（3-15歳） - 3.5ポンド
- 大人 - 4ポンド
- 学生、年金受給者 - 3ポンド

子ども8人につき大人1人無料。フォッシル・ウォークなどのイベントには別当料金が必要など、詳細は公式ウェブサイトを参照。